# Ophiocoma longispina
Ophiocoma longispina is een slangster uit de familie Ophiocomidae.
De wetenschappelijke naam van de soort werd in 1917 gepubliceerd door Hubert Lyman Clark.